# Bodnár István (villamosmérnök)
Bodnár István (Miskolc, 1988. április 21. –)

## Tanulmányai
Általános iskolai tanulmányait a 21-es Számú Általános Iskolában végezte 1994 és 2002 között. Érettségit az egykori Eötvös József Építőipari, Művészeti Szakképző Iskola és Kollégium nevű intézményben szerzett világbanki építész szakon. Egyetemi tanulmányait 2006-ban kezdte meg a Miskolci Egyetem Gépészmérnöki és Informatikai karán, ahol 2010-ben Villamosmérnöki BSc alapszakon kiváló minősítéssel szerzett mérnöki oklevelet. A szakon belül a villamosenergetika specializációt végezte el, amely révén megismerkedhetett a napelemekkel, amely később egyik kutatásának irányvonalát jelentette. 2010 és 2012 között Szintén a Miskolci Egyetemen Gépészmérnöki MSc mesterszakon folytatta tanulmányait, ahol kitüntetéses oklevelet szerzett. 2012-ben elkezdte a Ph.D. tanulmányait a Sályi István Gépészeti Tudományok Doktori Iskolában. Ph.D. értekezését 2016. januárjában sikeresen megvédte így a Ph.D. fokozatot megítélték részére. Pár év kihagyás után tovább folytatta tanulmányait; 2020/2021. tanévben kitüntetéssel végezte el az Atomerőművi üzemeltetési szakmérnök szakirányú továbbképzési szakot. 2022. decemberében sikeresen habilitált. 2023-ban a Miskolci Szakképzési Centrum Bláthy Ottó Villamosipari Technikumban esti tagozaton Erősáramú elektrotechnikus bizonyítványt szerzett.

## Pályafutása
Oktatói-kutatói pályafutását a Miskolci Egyetemen kezdte 2015-ben a Vegyipari Gépek Tanszékén, későbbi nevén Energetikai és Vegyipari Gépészeti Intézet, Vegyipari Gépészeti Intézeti Tanszék. 2016-ban átkerült az Elektrotechnikai és Elektronikai Intézetbe, amely 2019-ben átalakult Fizikai és Elektrotechnikai Intézet, Elektrotechnikai és Elektronikai Intézeti Tanszékké. 2019 novembere óta intézeti tanszékvezető ként, 2025-től pedig intézetigazgatóként folytatta munkáját.
Az Elektrotechnikai és Elektronikai Intézeti Tanszék vezéregyéniségeként számos fejlesztést hajtott végre, amely elsősorban a tanszéki laboratóriumok korszerűsítését és az oktatási paletta bővítését jelentette. 2021-ben az általa kidolgozott tanterv alapján megkapta a Miskolci Egyetem a Napelemeserőmű- és napkollektor-létesítő szakmérnök és szakember szakirányú továbbképzési szakok indításának jogát, amely szak 2022. tavaszán indult először. Nem csak e szak szakfelelősi feladatait látja el, hanem a Villamosmérnök BSc és MSc képzések operatív szakfelelőse és a villamosmérnöki BSc szak villamosenergetika specializációjának felelőse is.  
Egyetemi munkássága mellett műszaki szakértői, kivitelezői és oktatói feladatokat is vállal hiánypótló szakmai területeken.  

## Beosztásai
- 2015 tudományos segédmunkatárs
- 2015-2016 egyetemi tanársegéd
- 2016-2020 egyetemi adjunktus
- 2020-2022 egyetemi docens
- 2023-2025 habilitált egyetemi docens
- 2025- egyetemi tanár

## Kutatási területe
Kutatómunkáját vegyipari környezetvédelem területén kezdte, amely később átalakult és nagyobb hangsúlyt kapott a környezettudatos energiatermelés. Legfőbb kutatási irányvonala a napelemes villamosenergia-termelés és a napelemek komplex vizsgálata. A napelemek üzemi hatékonyságát és élettartamát befolyásoló tényezők vizsgálata, valamint a napelemek állapotfelmérése, diagnosztikája és károsodásvizsgálata témában jelentős eredményeket ért el. Kutatómunkáját nem csak a kollégái, hanem hallgatói is támogatták, így kutatócsoportba szervezte a Tanszék tudományos tevékenységét.

## Díjak és elismerések
- 2019 Kiváló Konzulens hallgatói TDK tevékenység támogatásának elismeréséért (Miskolci Egyetem)
- 2018 Terplán Zénó Díj (Miskolci Egyetem)
- 2018 ELMŰ-ÉMÁSZ Díj (ELMŰ-ÉMÁSZ és Miskolci Egyetem)
- 2018 Kiváló Oktató Dékáni Dicséret (Miskolci Egyetem, GÉIK)
- 2017 ELMŰ-ÉMÁSZ Díj (ELMŰ-ÉMÁSZ és Miskolci Egyetem)
- 2014-2015 Campus Hungary Program keretében külföldi tanulmányutak (6 alkalom)
- 2013 Apáczai- Csere János Doktoranduszhallgatói Ösztöndíj (12 hónap)
- 2012 Bosch- Díj (Robert Bosch Group és Miskolci Egyetem)
- 2012 Magyar Kémikusok Egyesülete (MKE) által „Vegyipari technológia“ szakterületen elnyert különdíj
- 2012 Tanulmányi emlékérem arany fokozat (Miskolci Egyetem, GEIK)
- 2011 „Rajtunk múlik a holnap” c. tudományos pályázat. II. helyezés.
- 2011 Tudományos Diákköri Dolgozat. I. helyezés. (Miskolci Egyetem, GEIK)
- 2009 Köztársasági ösztöndíj (2009/2010-es tanév)
- 2009 Tanulmányi emlékérem bronz fokozat (Miskolci Egyetem, GEIK)

### PhD-témavezetések
https://doktori.hu/index.php?menuid=192&lang=HU&sz_ID=34871

### Tudományos azonosítók
- https://m2.mtmt.hu/gui2/?type=authors&mode=browse&sel=10035226
- https://www.scopus.com/authid/detail.uri?authorId=57203006465
- https://orcid.org/0000-0003-4981-4198